# Plaisance (Seicheles)
Plaisance é um distrito de Seicheles localizada na região central da Ilha de Mahé com 1.381 km² de área. 
Em 2021 a população foi estimada em 4,039 habitantes com uma densidade de 3.370/km², já de acordo com o censo de 2010 a população é de 3,781 habitantes com 1,969 sendo homens e 1,812 mulheres.